# Союз ТМА-11
Союз ТМА-11 е пилотиран космически кораб от модификацията „Союз ТМА“, полет 15S към МКС, 121-ви полет по програма „Союз“. Чрез него е доставена в орбита шестнадесета основна експедиция и е 37-и пилотиран полет към „МКС“.

## Екипаж

### При старта

#### Основен
Шестнадесета основна експедиция на МКС
- Юрий Маленченко (4) – командир
- Пеги Уитсън (2) – бординженер-1
- Шукор Музафар (1) – космонавт-изследовател

#### Дублиращ
- Салижан Шарипов – командир
- Едуард Финки – бординженер-1
- Фаиз бин Халид – космонавт-изследовател

### При кацането
- Юрий Маленченко (4) – командир
- Пеги Уитсън (2) – бординженер-1
- Ли Со Ен – космонавт-изследовател

## Най-важното от мисията
Екипажът на Шестнадесета основна експедиция пристига успешно на борда на МКС на 12 октомври. В екипажа влиза и първият космонавт на Малайзия шейх Шукор Музафар. След почти 9-дневен полет на МКС, той се завръща на Земята на борда на Союз ТМА-10, заедно с Ф. Юрчихин и О. Котов от „Експедиция – 15“. Третият член на (К. Андерсон) остава на борда до края на октомври, когато на свой ред е заменен при полета на мисия STS-120.
По време на полета екипажът на „Експедиция-14“ провежда различни научни изследвания в областта на медицината, физиката, прави наблюдения на Земята, прави пет излизания в открития космос и посреща и разтоварва два товарни космически кораба „Прогрес М-62 и М-63“.

### Космически разходки
| № | Участници                   | Начало                     | Край                       | Продължителност    |
| - | --------------------------- | -------------------------- | -------------------------- | ------------------ |
| 1 | Пеги Уитсън Юрий Маленченко | 9 ноември 2007 09:54 UTC   | 9 ноември 2007 16:49 UTC   | 6 часа и 55 минути |
| 2 | Пеги Уитсън Даниел Тани     | 20 ноември 2007 10:10 UTC  | 20 ноември 2007 17:26 UTC  | 7 часа и 06 минути |
| 3 | Пеги Уитсън Даниел Тани     | 24 ноември 2007 09:50 UTC  | 24 ноември 2007 16:54 UTC  | 7 часа и 04 минути |
| 4 | Пеги Уитсън Даниел Тани     | 18 декември 2007 09:50 UTC | 18 декември 2007 16:46 UTC | 6 часа и 56 минути |
| 5 | Пеги Уитсън Даниел Тани     | 30 януари 2008 09:56 UTC   | 30 януари 2008 17:06 UTC   | 7 часа и 10 минути |

На 23 октомври 2007 г. стартира и два дни по-късно се скачва със станцията совалката „Дискавъри“, мисия STS-120. С нея пристига на борда на МКС третият член на „Експедиция-16“ – астронавтът Даниел Тани. Освен това совалката доставя в космоса модулът Хармъни. Остава скачена около 11 денонощия за МКС.
На 7 февруари 2008 г. стартира и два дни по-късно се скачва със станцията совалката „Атлантис“, мисия STS-122. С нея пристига на борда на МКС Леополд Еярц, който заменя астронавта Даниел Тани като бординженер в „Експедиция-16“. Освен това совалката доставя в космоса модулът Кълъмбъс. Остава скачена над 12 денонощия с МКС.
На 11 март 2008 г. стартира и два дни по-късно се скачва със станцията совалката „Индевър“, мисия STS-123. С нея пристига на борда на МКС Гарет Райсмън, който заменя астронавта Л. Еярц като бординженер в „Експедиция-16“. Освен това совалката доставя в космоса модулът Кибо и манипулаторът Декстър. Остава скачена над 16 денонощия с МКС.
На 8 април е изстрелян, а на 10 април се скачва с МКС космическият кораб Союз ТМА-12 с екипажа на „Експедиция-17“. След около десетдневен съвместен полет, екипажът на „Експедиция-16“ се завръща на Земята на 24 октомври на борда на „Союз ТМА-11“, заедно с първия гражданин на Южна Корея – космонавтката Ли Со Ен.
След завръщането на Маленченко и Уитсън със „Союз ТМА-11“, третият член на дълговременния екипаж Г. Райсмън остава в космоса и преминава в състава на „Експедиция-17“. Завръща се с мисия STS-124 на совалката „Дискавъри“ през юни.
- „Союз ТМА-11“ приближава „Международната космическа станция“